# Suad Filekovič
Suad Filekovič (ur. 16 września 1978 w Lublanie) – słoweński piłkarz występujący na pozycji środkowego obrońcy.

## Kariera klubowa
Suad Filekovič zawodową karierę rozpoczął w 1997 w Olimpiji Lublana i przez 3 lata zajmował z nią miejsca w środkowej części tabeli słoweńskiej ligi. Latem 1999 piłkarz przeniósł się do klubu NK Maribor i 3 razy z rzędu zdobył z nim mistrzostwo kraju. Na początku 2004 Filekovič podpisał kontrakt z Hajdukiem Split i wywalczył z nim mistrzostwo Chorwacji. W Hajduku słoweński obrońca grał w rundzie wiosennej sezonu 2003/2004 oraz rundzie jesiennej rozgrywek 2004/2005, jednak przez ten czas rozegrał tylko 7 ligowych pojedynków, w tym 4 w podstawowym składzie.
W styczniu 2005 Filekovič odszedł do greckiego Ergotelisu i w pierwszej lidze zadebiutował 12 lutego w zremisowanym 1:1 meczu z Arisem. Ergotelis w końcowej tabeli Alpha Ethniki zajął przedostanie 15. miejsce i spadł do drugiej ligi. Latem Filekovič trafił do belgijskiego Excelsioru Mouscron, gdzie stał się podstawowym zawodnikiem. W 2006 Słoweniec został natomiast piłkarzem rosyjskiej Krylji Sowietow Samara, gdzie pełnił rolę rezerwowego.
W 2007 wychowanek Olimpiji Lublana powrócił do kraju i został graczem drużyny NK Maribor. W sezonie 2008/2009 sięgnął z nią po 4. w karierze mistrzostwo Słowenii. We wrześniu 2009 Filekovič trafił na tygodniowe testy do angielskiego Barnsley i 18 września podpisał z nim kontrakt, który miał obowiązywać do stycznia 2010. Za obopólną zgodą umowę rozwiązano jednak 23 października, a Słoweniec dla angielskiego zespołu nie rozegrał żadnego meczu. Filekovič powrócił do Maribora i zajął z nim 2. miejsce w rozgrywkach słoweńskiej ligi. Grał też w takich klubach jak: Hapoel Aszkelon, Železničar Maribor, Großklein i NK Malečnik.

## Kariera reprezentacyjna
W reprezentacji Słowenii Filekovič zadebiutował 21 sierpnia 2002 w zwycięskim 1:0 towarzyskim meczu z Włochami i grał wówczas przez 7 minut. 12 października zagrał 2 minuty podczas spotkania przeciwko Francji, po czym wypadł z kadry i powrócił do niej w 2005. W 2006 nie otrzymywał powołań do reprezentacji, podobnie jak w 2008. W 2010 Matjaž Kek powołał go do 23–osobowej kadry na Mistrzostwa Świata w RPA.

## Sukcesy
NK Maribor
- Mistrzostwo Słowenii: 2000/2001, 2001/2002, 2002/2003, 2008/2009

 Hajduk Split
- Mistrzostwo Chorwacji: 2003/2004